# Barsakelmes

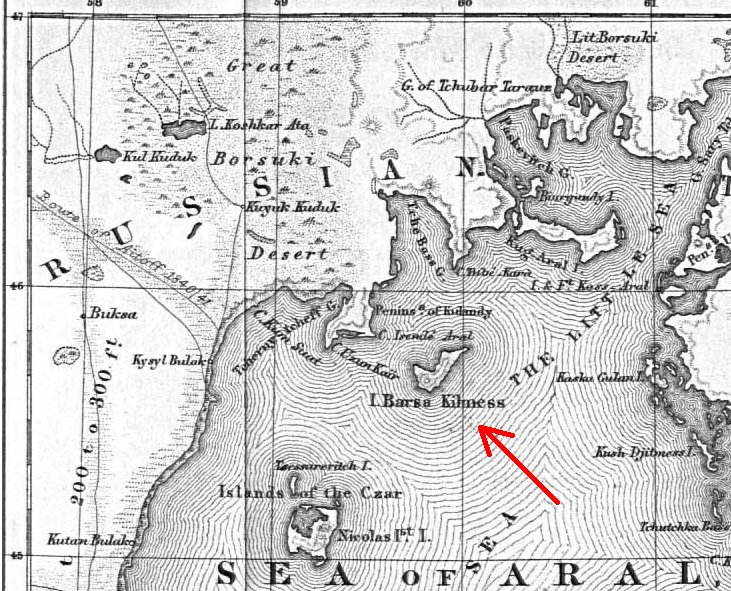
Położenie wyspy na mapie A. Butakowa z 1853

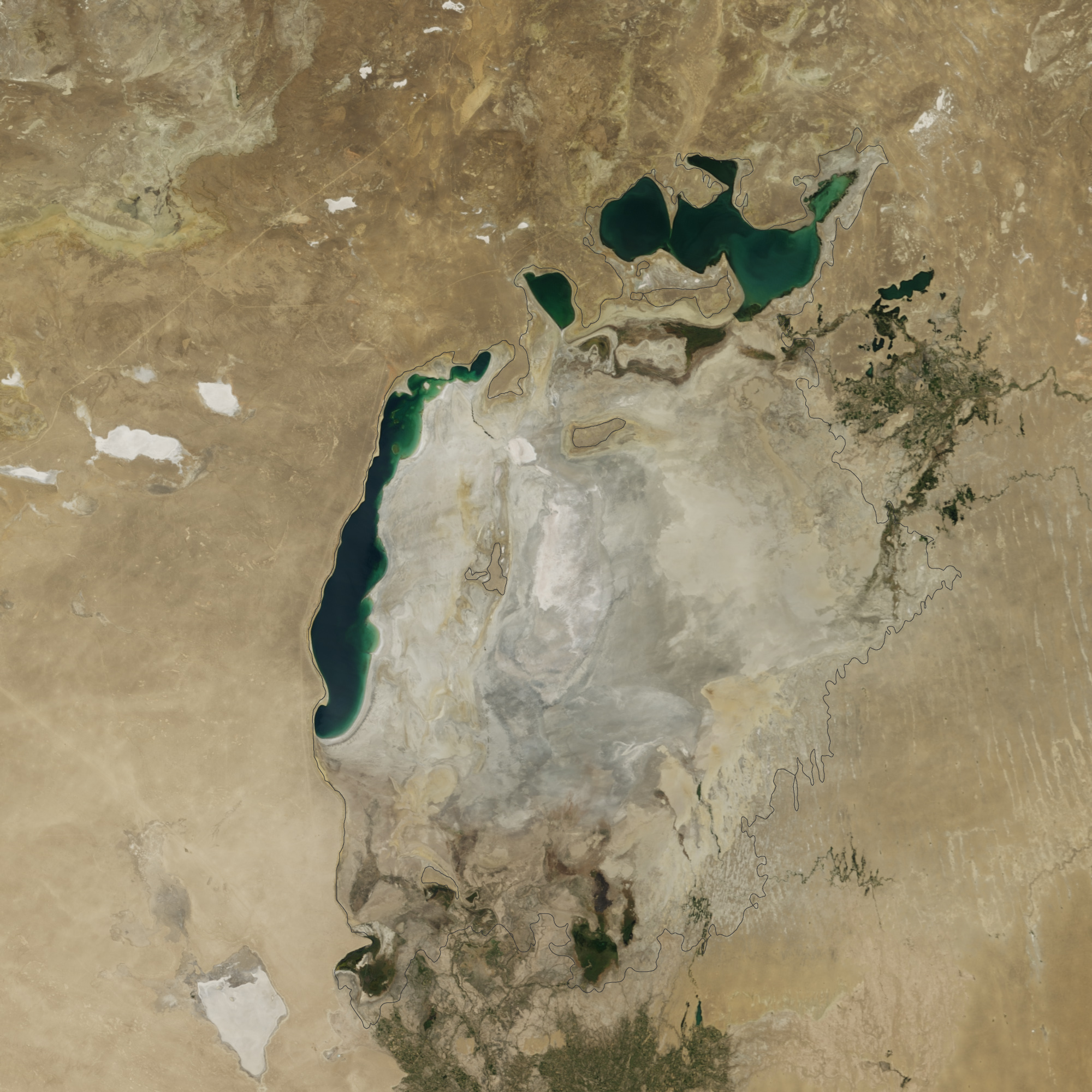
Miejsce, w którym leżała wyspa (2014)

Barsakelmes (także Barsa-Kelmes, Barsa Kilmess, Półwysep Odrodzenia; kaz.: Барсакелмес, dosł. „ziemia bez powrotu”; ros.: Барсакельмес) – dawna wyspa, niegdyś jedna z trzech największych wysp na Jeziorze Aralskim (obok Wyspy Cara Mikołaja I oraz Wyspy Kug-Aral), zanikła w XXI wieku.

## Historia
Odkrycie i opisanie wyspy przypisuje się rosyjskiemu geografowi A. Maksiejwowi i topografowi A. Akiszewowi, którzy dotarli do wyspy podczas ekspedycji w sierpniu 1848. Rysunki miejscowych krajobrazów wykonał Taras Szewczenko.
W latach 80. XX wieku jej powierzchnia wynosiła ok. 133 km², a najwyższe wzniesienie – Czajka (Чайка) – miało ok. 113 m n.p.m.
W drugiej połowie XX wieku w wyniku coraz szybszego wysychania Jeziora Aralskiego poziom otaczających wyspę wód obniżył się o wiele metrów i wyspa mając już trwałe połączenie ze stałym lądem zamieniła się w półwysep. Administracyjnie należy do obwodu ze stolicą w odległym o blisko 500 km na wschód mieście Kyzył Orda. Na początku XXI wieku woda w tym rejonie wyschła całkowicie, zamieniając dawną wyspę we wzniesienie otoczone pustynią, w jaką zamieniło się dawne dno jeziora.
Na jej dawnym terytorium zalegają pokłady naturalnej soli, podczas częstych tutaj wichur i burz pyłowych zagrażającej ludziom, którzy niedostatecznie dokładnie osłonili twarz, a szczególnie oczy. Znajduje się tu utworzony w 1939 rezerwat przyrody, w którym na swobodzie żyje m.in. stado należących do rodziny koniowatych dzikich półosłów – kułanów, które przed laty zaaklimatyzowano na wyspie sztucznie. Nazwa wyspy utrwalona została także m.in. w nazwie odkrytego w 1998 gatunku pająka z rodziny Salticidae (skakunkowate), którego nazwano Sitticus barsakelmes.

## Legendy
Z Barsakelmes łączonych jest wiele legend, mitów i tajemniczych opowieści, niemających naukowego potwierdzenia, a mających swe źródło między innymi w budzącej tajemnicze skojarzenia oryginalnej miejscowej nazwie wyspy. Między innymi rozpowszechniany jest mit, że na wyspie zdarzają się zakłócenia biegu czasu i że spędzenie na niej kilku godzin może oznaczać w otaczającym świecie upływ kilku dni, a przebywanie tam przez rok skutkować może powrotowi do świata, w którym minęło lat kilkadziesiąt. Inne historie dotyczące tej wyspy to rozpowszechniane plotki o obserwowanych tam rzekomo bądź lądujących latających talerzach. Historie te, niektóre autorstwa pisarza fantastyki naukowej Siergieja Łukjanienki, chętnie publikowane były m.in. przez rosyjskie czasopismo Техника молодежи („Technika Młodzieży”). Sam Łukjanienko opublikował później oświadczenie, w którym przyznaje się do tego, że jego historie o rzekomych tajemnicach na Barsakelmes są wyssanymi z palca fantazjami.
Pomimo to w czerwcu 2000 na wyspę udała się ekspedycja organizacji ufologów i poszukiwaczy dowodów zjawisk paranormalnych „Kosmopoisk” (Космопоиск).